# Adli Mansour
Adli Mansour, född den 23 december 1945 i Kairo, var Egyptens president (tillförordnad) mellan den 4 juli 2013 och den 8 juni 2014, tillsatt av de väpnade styrkornas högsta råd. Han är sedan den 1 juli 2013 högste ordförande i Egyptens författningsdomstol..
Adli Mansour tog juristexamen 1967 vid universitetet i Kairo, varefter han inledde forskning vid universitetet. Han fortsatte sina studier i Frankrike vid École nationale d'administration, där han avlade examen 1977.
Mansour utsågs till domare i Högsta författningsdomstolen 1992. Han arbetade som biträdande överdomare av Egyptens högsta författningsdomstol fram till det att han utsågs till interimistisk president i Egypten efter att landets militär avsatt Muhammad Mursi. Hans utnämning tillkännagavs av försvarsministern Abd al-Fattah al-Sisi.